# Марти (Пиза)
Марти је насеље у Италији у округу Пиза, региону Тоскана.
Према процени из 2011. у насељу је живело 1173 становника. Насеље се налази на надморској висини од 97 м.